# Liste der Kulturdenkmale in Ziethen (Lauenburg)
In der Liste der Kulturdenkmale in Ziethen sind alle Kulturdenkmale der schleswig-holsteinischen Gemeinde Ziethen (Kreis Herzogtum Lauenburg) und ihrer Ortsteile aufgelistet (Stand: 10. März 2025).

## Legende
In den Spalten befinden sich folgende Informationen:
- Objekt-ID: die Nummer des Kulturdenkmales
- Lage: die Adresse des Kulturdenkmales und die geographischen Koordinaten. Kartenansicht, um Koordinaten zu setzen. In der Kartenansicht sind Kulturdenkmale ohne Koordinaten mit einem roten Marker dargestellt und können in der Karte gesetzt werden. Kulturdenkmale ohne Bild sind mit einem blauen Marker gekennzeichnet, Kulturdenkmale mit Bild mit einem grünen Marker.
- Offizielle Bezeichnung: Bezeichnung des Kulturdenkmales
- Beschreibung: die Beschreibung des Kulturdenkmales
- Bild: ein Bild des Kulturdenkmales

## Sachgesamtheiten
| Objekt-ID      | Lage                                          | Offizielle Bezeichnung     | Beschreibung | Bild                             |
| -------------- | --------------------------------------------- | -------------------------- | --- | -------------------------------- |
| 40598 Wikidata | Dorfstraße (53° 41′ 37″ N, 10° 48′ 45″ O)     | Kirche St. Laurentius      | Aktualisierung vorgesehen - Begründung: geschichtlich, künstlerisch, städtebaulich, Kulturlandschaft prägend - Schutzumfang: Kirche St. Laurentius mit Ausstattung, Kirchhof, Feldsteinböschungsmauer, Lindenkranz | weitere Fotos \| Fotos hochladen |
| 33107 Wikidata | Kirchstraße 21 (53° 41′ 39″ N, 10° 48′ 44″ O) | Pastoratshof: Gesamtanlage | Aktualisierung vorgesehen - Begründung: geschichtlich, städtebaulich, Kulturlandschaft prägend - Schutzumfang: Pastorat, Pastoratsscheune, Viehhaus, Remise, Pastoratsgarten                                       | weitere Fotos \| Fotos hochladen |

## Bauliche Anlagen
| Objekt-ID      | Lage                                                       | Offizielle Bezeichnung                | Beschreibung | Bild                             |
| -------------- | ---------------------------------------------------------- | ------------------------------------- | --- | -------------------------------- |
| 3935 Wikidata  | Dorfstraße (53° 41′ 37″ N, 10° 48′ 45″ O)                  | Kirche St. Laurentius mit Ausstattung | Alteintragung (Aktualisierung vorgesehen) - Begründung: geschichtlich, künstlerisch, städtebaulich - Schutzumfang: gesamtes Objekt - Denkmaltyp: Bauliche Anlage, Sachgesamtheit: Kirche St. Laurentius | weitere Fotos \| Fotos hochladen |
| 234 Wikidata   | Kirchstraße 13 (53° 40′ 10″ N, 10° 48′ 41″ O)              | Dreiständer-Durchfahrtsscheune        | Alteintragung (Aktualisierung vorgesehen) - Begründung: Alteintragung (Aktualisierung vorgesehen) - Schutzumfang: Alteintragung (Aktualisierung vorgesehen) - Denkmaltyp: Bauliche Anlage | Fotos hochladen                  |
| 10036 Wikidata | Kirchstraße 21 (53° 41′ 39″ N, 10° 48′ 41″ O)              | Pastorat                              | Alteintragung (Aktualisierung vorgesehen) - Begründung: geschichtlich, Kulturlandschaft prägend - Schutzumfang: Alteintragung (Aktualisierung vorgesehen) - Denkmaltyp: Bauliche Anlage, Sachgesamtheit: Pastoratshof | Fotos hochladen                  |
| 6766 Wikidata  | Kirchstraße 21 (53° 41′ 39″ N, 10° 48′ 44″ O)              | Pastoratsscheune                      | Alteintragung (Aktualisierung vorgesehen) - Begründung: geschichtlich, Kulturlandschaft prägend - Schutzumfang: Alteintragung (Aktualisierung vorgesehen) - Denkmaltyp: Bauliche Anlage, Sachgesamtheit: Pastoratshof | Fotos hochladen                  |
| 10037 Wikidata | Kirchstraße 21 (53° 41′ 38″ N, 10° 48′ 43″ O)              | Viehhaus                              | Alteintragung (Aktualisierung vorgesehen) - Begründung: geschichtlich, Kulturlandschaft prägend - Schutzumfang: Alteintragung (Aktualisierung vorgesehen) - Denkmaltyp: Bauliche Anlage, Sachgesamtheit: Pastoratshof | Fotos hochladen                  |
| 10038 Wikidata | Kirchstraße 21 (53° 41′ 39″ N, 10° 48′ 42″ O)              | Remise                                | Alteintragung (Aktualisierung vorgesehen) - Begründung: geschichtlich, Kulturlandschaft prägend - Schutzumfang: Alteintragung (Aktualisierung vorgesehen) - Denkmaltyp: Bauliche Anlage, Sachgesamtheit: Pastoratshof | BW                               |
| 23616          | Schönberger Straße 16 - 16a (53° 41′ 39″ N, 10° 48′ 40″ O) | Durchfahrtscheune                     | Durchfahrtscheune; 1833; Vierständerbau mit innerer Längswand, Wandständerkonstruktion auf Feldsteinsockel, Ausfachungen mit Lehmflechtwerk und Backstein, Vollwalmdach - Begründung: geschichtlich, wissenschaftlich, städtebaulich, Kulturlandschaft prägend - Schutzumfang: gesamtes Objekt - Denkmaltyp: Bauliche Anlage | BW                               |
| 9781 Wikidata  | Wietingsbek 7 (53° 42′ 32″ N, 10° 50′ 2″ O)                | Ehem. Fischerhaus                     | Alteintragung (Aktualisierung vorgesehen) - Begründung: Alteintragung (Aktualisierung vorgesehen) - Schutzumfang: Alteintragung (Aktualisierung vorgesehen) - Denkmaltyp: Bauliche Anlage | BW                               |
| 12687 Wikidata | Wietingsbek 7 (53° 42′ 33″ N, 10° 50′ 3″ O)                | Nebengebäude                          | Alteintragung (Aktualisierung vorgesehen) - Begründung: Alteintragung (Aktualisierung vorgesehen) - Schutzumfang: Alteintragung (Aktualisierung vorgesehen) - Denkmaltyp: Bauliche Anlage | BW                               |

## Gründenkmale
| Objekt-ID      | Lage                                                   | Offizielle Bezeichnung | Beschreibung | Bild            |
| -------------- | ------------------------------------------------------ | ---------------------- | --- | --------------- |
| 10700 Wikidata | Dorfstraße, Kirchstraße (53° 41′ 38″ N, 10° 48′ 45″ O) | Kirchhof               | : Alteintragung (Aktualisierung vorgesehen) - Begründung: geschichtlich, Kulturlandschaft prägend - Schutzumfang: Kirchhof, Feldsteinböschungsmauer, Lindenkranz - Denkmaltyp: Gründenkmal, Sachgesamtheit: Kirche St. Laurentius | Fotos hochladen |
| 10039 Wikidata | Kirchstraße 21 (53° 41′ 38″ N, 10° 48′ 42″ O)          | Pastoratsgarten        | Alteintragung (Aktualisierung vorgesehen) - Begründung: geschichtlich, Kulturlandschaft prägend - Schutzumfang: gesamtes Objekt - Denkmaltyp: Gründenkmal, Sachgesamtheit: Pastoratshof                                           | BW              |

## Quelle
- Liste der Kulturdenkmale in Schleswig-Holstein – Herzogtum Lauenburg (PDF)

- Karte mit allen Koordinaten:
- OSM |
- WikiMap